# Ашэнге
Ашэнге (Ашанги, Ашангэ, Ашанге-Хайк, амх. አቨንጌ ሐይቅ) — озеро в регионе Тыграй, Эфиопия. Расположено на Эфиопском нагорье на высоте 2450 метров и не имеет вытекающих рек. Длина озера Ашэнге составляет 5 км, ширина — 4 км, площадь поверхности — 20 км², длина береговой линии — 14 км. Максимальная глубина 25 м, площадь бассейна — 0,13 км³. Солёность средняя, кислотность высокая (pH≈8,8).
Британский исследователь Генри Солт писал, что на тиграйском языке название озера звучит как Цада Бахри («белое море») из-за множества птиц, покрывающих его поверхность, а местная легенда гласит о том, что на месте Ашэнге когда-то стоял большой город, «который однажды разгневал Бога и был разрушен его рукой».

## История
29 августа 1542 года Ахмед ибн Ибрагим аль-Гази атаковал укрепление португальских войск с южной стороны озера Ашэнге, где выиграл битву при Вофле, захватив и убив впоследствии главнокомандующего Криштована да Гаму.
Ещё одно знаменательное сражение у берегов этого озера произошло 9 октября 1909 года, когда дэджазмач Абате Буалу победил силы повстанцев дэджазмача Абрахи Арайи.
3 апреля 1936 года тысячи солдат Эфиопской империи погибли у озера от отравления ядовитым газом. Когда солдаты отступали после битвы у Майчеу во время Второй итало-эфиопской войны, итальянцы осуществили бомбардировку местности у озера с применением смертельной дозы иприта. 4 апреля император Хайле Селассие I увидел у отравленного озера ужасную картину земли, усыпанной телами погибших солдат его армии.